# UU Гончих Псов
UU Гончих Псов (лат. UU Canum Venaticorum) — одиночная переменная звезда в созвездии Гончих Псов на расстоянии (вычисленном из значения параллакса) приблизительно 33 383 световых лет (около 10 235 парсек) от Солнца. Звёздная величина диапазона CV звезды — от +16,1m до +15,1m.
Открыта Вальтером Бааде в 1926 году и Борисом Васильевичем Кукаркиным в 1957 году*.

## Характеристики
UU Гончих Псов — жёлто-белая пульсирующая переменная звезда типа RR Лиры (RRAB) спектрального класса A-F. Эффективная температура — около 7146 K.